# ¿Puedo hacerlo yo?
¿Puedo hacerlo yo? (できるかな Dekirukana?), conocida informalmente como Noppo y Gonta, era una serie de televisión educativa producida por la NHK y transmitida por su canal educativo entre 1967 y 1990. En los años 1980 y 1990 se emitió con gran éxito en varios canales estatales de Hispanoamérica, a los cuales la NHK donaba ¿Puedo hacerlo yo?, entre otros programas didácticos.
¿Puedo hacerlo yo? enseñaba, en capítulos de 15 minutos cada uno, a hacer manualidades, principalmente con papel, mostrándoles a los niños cómo usar herramientas como las tijeras o la cinta adhesiva. Sus protagonistas eran Noppo (ノッポさん Noppo-san?), interpretado por Ei Takami, y Gonta (ゴン太くん Gonta-kun?), interpretado por Jun Imura. El programa también contaba con una narradora (Noriko Tsukase, desde el comienzo de la serie hasta su fallecimiento en 1989, y Kasumi Kazuki).

## Doblaje
| Papel     | Voz en japonés                                       | Voz en español |
| --------- | ---------------------------------------------------- | -------------- |
| Narradora | Noriko Tsukase (1967-1989) Kasumi Kazuki (1989-1990) | Talía Marcela  |

## Transmisión en Hispanoamérica
- Bolivia: TVB Canal 7
- Chile: TeleNorte (Arica a La Serena), TVN (a todo el país)
- Colombia: Cadena 3 / Canal 3 / Señal Colombia
- Costa Rica: Canal 13 Sistema Nacional de Radio y Televisión SA
- El Salvador: Canal 10 (en emisión desde abril de 1992)
- México: XEIPN-TV - Canal 11 (ahora Once TV México)
- Panamá: SERTV
- Perú: RTP / TNP / TV Perú
- República Dominicana: Radio Televisión Dominicana
- Uruguay: Canal 5 (TNU)